# 專性寄生物
專性寄生物（obligate parasite）指寄生生物的生活史中有一个阶段或整个生活史期过寄生生活的。如沒有經歷過合適的宿主時，這些生物便無法完成其生活史，以致無法進行繁殖。與之相對的概念是兼性寄生物（facultative parasite），又或介乎兩者之間的伺機性寄生物（opportunistic parasite）。為了尋找及感染其宿主，專性寄生物演化出多種策略，以便牠們能夠入侵其宿主。專性寄生物包含完全寄生物（Holoparasites）及半寄生物（hemiparasites）兩類。
对寄生生物来源，只要不影响到牠們的营养和繁殖，维持宿主的健康对牠們是有利的。除非宿主的死亡对牠們的传播是必需的。

## 物種
專性寄生現象出現在廣泛的物種分類界別：從病毒、细菌、真菌、植物及动物均有。牠們即使只有一個寄生階段無法完成，整個生命週期也會無法完成。
有些分類並不認為病毒是生命的一種，但這不影響牠們必須依賴其他生物提供資源才可以完成其生命週期的條件。而另一方面，將牠們視為專性寄生物的一員，將牠們當作一種細胞內寄生物，透過宿主細胞的機制來為自己複製，這對於研究更為便捷。
除了病毒，胡蜂科昆蟲的成員Vespula austriaca是專性寄生物的一個好例子：牠們的共同宿主為同屬的Vespula acadica。而在熊蜂屬當中，Bombus bohemicus亦是一種會以同屬動物為宿主的物種，會寄生在B. locurum、B. cryptarum及B. terrestris這三個物種的身上。
人体常见寄生虫，如蛔虫、钩虫等，均為專性寄生蟲。